# Jaša Tomić (Sečanj)
Ne doit pas être confondu avec Jaša Tomić (homme politique).
Pour les articles homonymes, voir Jaša Tomić et Tomić.
Jaša Tomić (en serbe cyrillique : Јаша Томић ; en allemand : Modosch : en hongrois : Módos ; en roumain : Modoş) est une localité de Serbie située dans la province autonome de Voïvodine. Elle fait partie de la municipalité de Sečanj dans le district du Banat central. Au recensement de 2011, elle comptait 2 382 habitants.

## Nom et histoire
Le nom actuel de la localité vient de Jaša Tomić (1856-1922), un écrivain et homme politique serbe de Voïvodine. Elle s'appelait autrefois Modoš (Модош).
La localité est mentionnée pour la première fois en 1334 sous le nom de Madus. À cette époque, c'était un village habité par des catholiques hongrois. Le nom ancien de Modoš vient de l'expression latine Modus transiendi, qui signifie « le moyen de traverser (la rivière) ». Pendant la période ottomane, la ville possédait une majorité de peuplement serbe. En 1836, Modoš comptait 3 560 habitants.
En novembre 1918, l'armée de Serbie entra dans la ville. Mais dès juillet 1919, elle fut rattachée à la Roumanie, intégration confirmée par le traité de Versailles. En 1924, la ville ainsi que deux autres localités furent jointes au royaume des Serbes, Croates et Slovènes en échange de la ville de Jimbolia, qui devint roumaine.
Autrefois, Jaša Tomić était le centre administratif de la municipalité à laquelle elle appartient, mais, après la Seconde Guerre mondiale, ce centre fut transféré à Sečanj.
En 2005, la ville fut ravagée par d'importantes inondations.

## Démographie

### Évolution historique de la population
| 1869  | 1900  | 1921  | 1948  | 1953  | 1961  | 1971  | 1981  | 1991  |
| ----- | ----- | ----- | ----- | ----- | ----- | ----- | ----- | ----- |
| 4 272 | 4 614 | 4 750 | 4 378 | 4 569 | 4 420 | 3 831 | 3 625 | 3 544 |

| 2002  | 2011  | - | - | - | - | - | - | - |
| ----- | ----- | - | - | - | - | - | - | - |
| 2 982 | 2 382 | - | - | - | - | - | - | - |

|  |

## Célébrités
Le peintre Stevan Aleksić (1876-1923) a vécu et travaillé près de trente ans à Jaša Tomić ; il y est mort en 1923.